# ロンメル (ベルギー)
ロンメル（オランダ語: Lommel、オランダ語発音: [ˈlɔməl]）は、ベルギー・リンブルフ州にある、隣国オランダと国境を接する町である。

## 概要

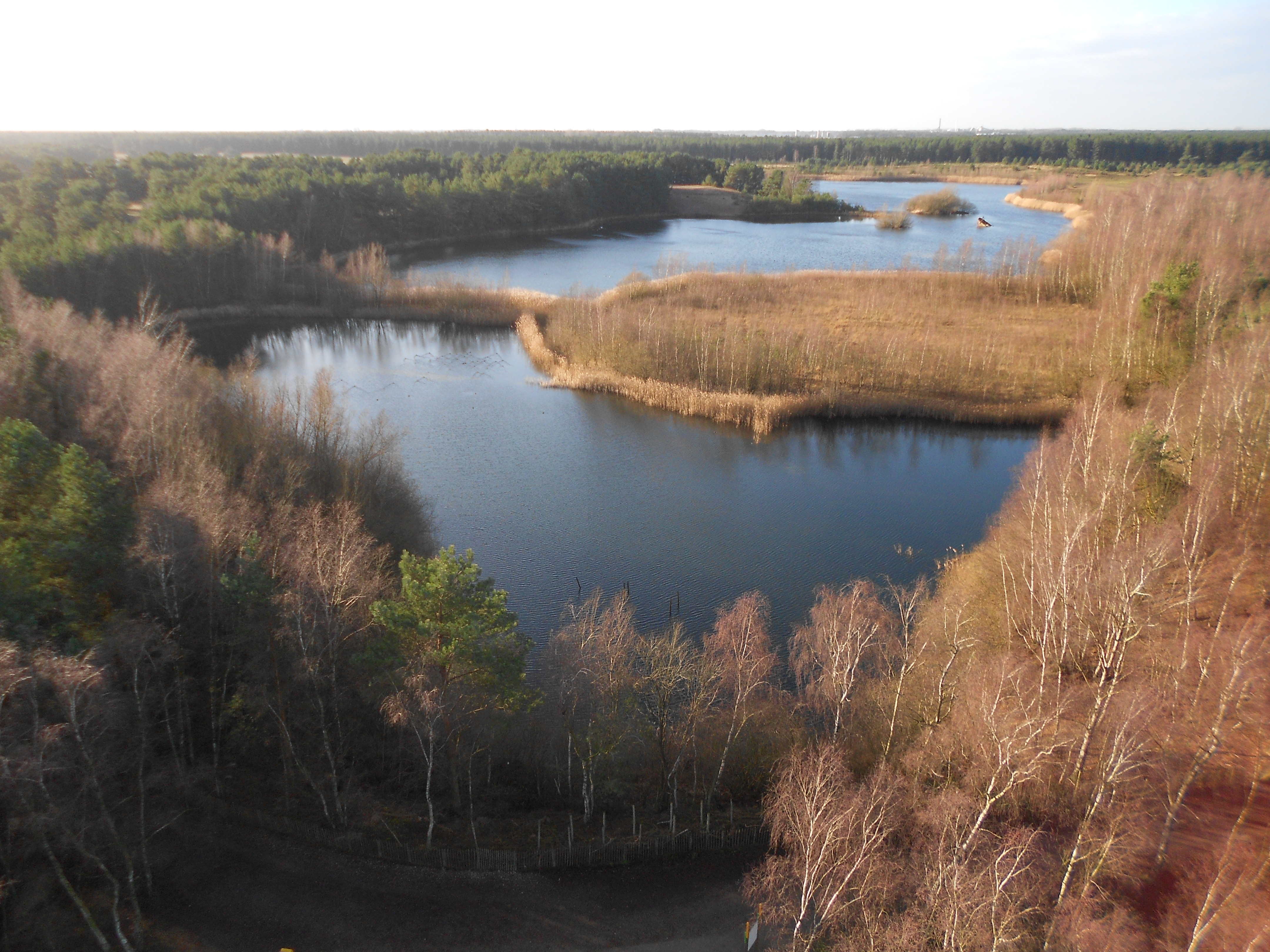
ロンメレーゼ・サハラ

人口3万4000人を擁する町でありながら、自然も豊富な町であり、この地で採掘される銀色の砂はガラス産業に用いられている。
地形的にはスヘルデ川、マース川、ネテ川の流域の盆地に相当している。

## 名称
ロンメルの名はLoemeloに由来している。Loemは「湿った」の意で、Loは「森」の意である事から、「湿った森」の意である。

## 言語
ロンメルはオランダ語圏である。リンブルフ州であるものの、方言としては西リンブルフ方言ではなく東ブラバント方言に入る。

## 人口
1977年1月1日に合併しているが、それ以前の統計であっても現在の市域での人口を示している。

## スポーツ
サッカークラブのロンメルSKが本拠地としている。